# Chastel-sur-Murat
Chastel-sur-Murat is een plaats en voormalige gemeente in het Franse departement Cantal in de regio Auvergne-Rhône-Alpes en telt 96 inwoners (1999). De plaats maakt deel uit van het arrondissement Saint-Flour.

## Geschiedenis
Op 1 januari 2017 is de gemeente opgegaan in de aangrenzende gemeente Murat.

## Geografie
De oppervlakte van Chastel-sur-Murat bedraagt 14,3 km², de bevolkingsdichtheid is 6,7 inwoners per km².
De onderstaande kaart toont de ligging van Chastel-sur-Murat met de belangrijkste infrastructuur en aangrenzende gemeenten.

## Demografie
Onderstaande figuur toont het verloop van het inwonertal.
Vanwege een beveiligingsprobleem met de MediaWiki Graph-software is het momenteel niet mogelijk deze grafiek weer te geven. Zodra de software is bijgewerkt zal de grafiek vanzelf weer zichtbaar worden.